# Annie Dodge Wauneka
Annie Dodge Wauneka (Deer Spring, vicino Sawmill (Arizona), 11 aprile 1910 – Toyei, 10 novembre 1997) è stata un'attivista per i diritti dei nativi americani statunitense; è stata un membro autorevole della Nazione Navajo in qualità di membro del Consiglio della Nazione Navajo. Come rappresentante e responsabile per tre mandati del Comitato per la salute e il benessere del Consiglio, ha lavorato per migliorare la salute e l'istruzione dei Navajo. È nota per i suoi innumerevoli sforzi per migliorare la salute nella Nazione Navajo, con particolare attenzione all'eradicazione della tubercolosi nella sua nazione. È stata anche autrice di un dizionario, in cui ha tradotto termini medici inglesi in lingua navajo. Nel 1963 è stata insignita della Medaglia presidenziale della libertà da Lyndon B. Johnson, del premio Indian Council Fire Achievement e della Medaglia d'onore Navajo. Ha anche conseguito un dottorato onorario in scienze umanistiche, salute pubblica, dall'Università del New Mexico. Nel 2000 è stata inserita nella National Women's Hall of Fame.

## Primi anni di vita
Annie Dodge era la figlia del capo navajo Henry Chee Dodge e della sua terza compagna K'eehabah, o Mary Shirley Begaye, di Deer Spring, in Arizona. K'eehabah fu costretta ad unirsi a Chee e visse con lui controvoglia, tornando spesso dalla sua famiglia nell'area di Deer Spring. In questo periodo nacque Annie, a circa 4 km a sud dell'attuale Sawmill, in Arizona. Quando Annie aveva un anno, si trasferì dalla famiglia del padre e fu cresciuta dalla matrigna Nanabah e dalla zia Asdza Yazzie. All'età di cinque anni Annie iniziò ad aiutare il padre a pascolare vari animali della fattoria, tra cui cavalli, asini e capre. Durante l'estate Annie andava regolarmente a trovare la madre, anche lei allevatrice di pecore. Annie aveva anche una sorellastra e cinque fratellastri a Deer Spring, dove i loro discendenti vivono ancora oggi.

### Formazione
Nel 1918, all'età di 8 anni, venne inviata alla Bureau of Indian Affairs Boarding School di Fort Defiance, in Arizona, dove imparò la lingua inglese. Durante il primo anno di scuola, la pandemia di influenza spagnola del 1918 colpì gli studenti e gli insegnanti. Annie guarì da un lieve caso di influenza e rimase a scuola per aiutare a curare gli altri studenti vittime dell'influenza. Questa esperienza contribuì a ispirare il suo successivo interesse per la salute pubblica. Annie avrebbe sperimentato un'altra epidemia durante il suo quarto anno di scuola, quando un'epidemia di tracoma colpì l'area di Fort Defiance. In seguito all'epidemia, molti studenti, tra cui Annie, vennero inviati alla vicina missione cattolica di St. Michaels. A partire dalla sesta classe, Annie frequentò la Albuquerque Indian School di Albuquerque, nel Nuovo Messico. Frequentò la scuola indiana di Albuquerque fino a completare gli studi in undicesima elementare.
Successivamente Annie conseguì una laurea in salute pubblica presso l'Università dell'Arizona a Tucson, in Arizona. Fu anche premiata con un Dottorato honoris causa dall'Università del Nuovo Messico.
Durante la frequenza della scuola indiana di Albuquerque, Annie incontrò George Wauneka, che avrebbe poi sposato nel 1929.

## Carriera

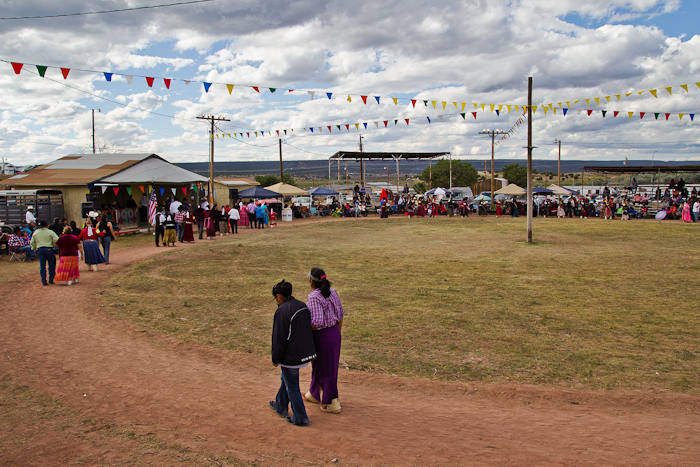
L'Arena Annie Wauneka presso il centro fieristico della Nazione Navajo a Window Rock, in Arizona, è stata chiamata così in onore di Mrs. Wauneka.

Dopo la laurea Annie sposò George Wauneka e viaggiò per la Riserva Navajo con il padre. Vedendo la mancanza di cure mediche e la povertà, Annie trovò la sua vocazione. Nel 1951 divenne la seconda donna ad essere eletta nel Consiglio Tribale, dopo Lilly Neil. Fu subito nominata capo del Comitato per la salute e il benessere del Consiglio. Lavorò in quel comitato per i suoi 27 anni di permanenza nel Consiglio e ne fu a capo per tre volte. Durante i suoi anni di permanenza nel consiglio ottenne molti risultati, tra cui la traduzione di termini medici in lingua navajo, un programma radiofonico che spiegava le questioni sanitarie e una migliore assistenza per la comunità. Il suo lavoro migliorò l'assistenza alle donne incinte, ai neonati, alla salute degli occhi e delle orecchie e all'alcolismo. I servizi igienici e le abitazioni migliorarono durante il suo incarico nel consiglio. Nel 1953 suo marito si candidò per la posizione che prima occupava la Wauneka, ma lei ritenne che non fosse un buon candidato, così si candidò contro di lui e lo sconfisse.

## Morte
Annie Dodge Wauneka morì in una casa di cura a Toyei, in Arizona, il 10 novembre 1997.

### Annotazioni
1. ↑  Diversi riferimenti, tra cui Harrison Lapahie  Annie Dodge Wauneka, su lapahie.com (archiviato dall'url originale il 26 ottobre 2005)., 1999, hanno affermato erroneamente che Annie è stata la prima donna a essere eletta al Consiglio

### Fonti
1. 1 2 3  (EN) Donna Martinez e Jennifer L. Williams Bordeaux, 50 Events That Shaped American Indian History: An Encyclopedia of the American Mosaic [2 Volumes], Santa Barbara, Greenwood, 2017,  pp. 452-457, ISBN 9781440846496.
2. ↑  (EN) Wauneka, Annie Dodge | Arizona Health Sciences Library, su ahsl.arizona.edu. URL consultato il 6 ottobre 2020.
3. ↑  (EN) Carolyn J. Neithammer, Keeping the rope straight: Annie Dodge Wauneka's life of service to the Navajo, Jessie Ruffenach, Flagstaff, Arizona, Salina Bookshelf, 2006,  pp. 82, 104, ISBN 978-1-893354-72-2, OCLC 61651810.
4. 1 2  (EN) Native American women: a biographical dictionary, Gretchen M. Bataille, Laurie Lisa, 2ª ed., New York, Routledge, 2001,  p. 329, ISBN 0-203-80104-0, OCLC 54026385.
5. ↑  Neithammer, p. 98.
6. ↑  (EN) Wauneka, Annie Dodge, su National Women's Hall of Fame. URL consultato il 29 marzo 2022.
7. 1 2 3 4 5  (EN) Biography of Annie Dodge Wauneka – New Mexico History, su newmexicohistory.org. URL consultato il 29 marzo 2022.
8. ↑  (EN) Shirley Witt, An Interview with Dr. Annie Dodge Wauneka, in Frontiers: A Journal of Women Studies, vol. 6, 3ª ed., 1981,  pp. 64-67, DOI:10.2307/3346218, 3346218.
9. ↑  (EN) Peter Iverson e Monty Roessel, Dine: A History of the Navajos, University of New Mexico Press, 2002,  p. 192, ISBN 9780826327154.
10. ↑  Neithammer, p. 38.
11. ↑  (EN) Dennis Wepman, Wauneka, Annie Dodge (1910-1997), Native-American activist, in American National Biography, settembre 2011, DOI:10.1093/anb/9780198606697.article.1501329.